# Балка Вербова (притока Гнилого Єланця)
Балка Вербова, Тернова Балка — балка (річка) в Україні у Кропивницькому районі Кіровоградської області. Ліва притока річки Гнилого Єланця (басейн Південного Бугу).

## Опис
Довжина балки приблизно 8,36 км, найкоротша відстань між витоком і гирлом — 7,17  км, коефіцієнт звивистості річки — 1,17 . Формується декількома струмками та загатами.

## Розташування
Бере початок на південно-західній стороні від села Новосамара. Тече переважно на південний захід через південно-східну околицю села Маріуполь і впадає у річку Гнилий Єланець, діву притоку Південного Бугу.

## Цікаві факти
- У XX столітті на балці існувало декілька газових свердловин[2], а у XIX столітті — скотний двір та вітряний млин[1].